# Komao Hayashi
Komao Hayashi (林 駒夫, Hayashi Komao), né le 22 septembre 1936 à Kyoto et mort le 15 mai 2024, est un fabricant de poupées traditionnelles japonaises, nommé Trésor national vivant du Japon en 2002, dans la catégorie « fabrication de poupées ».

## Biographie
Après ses études secondaires, Hayashi apprend son métier d'abord auprès du fabricant de poupées Menya Shōzō XII (1910-1994), puis auprès de Kitazawa Nyoi (北沢如意), artisan fabricant de masques pour le théâtre nô.
Hayashi est spécialiste de la fabrication de poupées tōso (桐塑人形), utilisées pour le hina matsuri (littéralement « fête des poupées »). Leur fabrication en bois de paulownia (桐) remonte à l'époque d'Edo et elles sont de nos jours déclarées important patrimoine culturel immatériel du Japon.
Hayashi est également président de la « Société Japonaise des Arts et Métiers » (日本工芸会, Nihon kōgeikai) dont il a lui-même été honoré du prix en 1973. En 2004, Hayashi est décoré de la Médaille au ruban pourpre.

## Expositions
- 2007 Miyabi no toki Hayashi Komao-ten (雅の刻　林駒夫展) dans l'arrondissement Shimogyō-ku de Kyoto[5].

## Source de la traduction
- (de) Cet article est partiellement ou en totalité issu de l’article de Wikipédia en allemand intitulé « Komao Hayashi » (voir la liste des auteurs).